# Avendshausen
Avendshausen ist eine Ortschaft der Stadt Einbeck im südniedersächsischen Landkreis Northeim.

## Geografie
Das Dorf Avendshausen befindet sich im nordwestlichen Teil der Stadt Einbeck, das etwas abgelegen von den wichtigen Verkehrswegen der Stadt liegt.

## Geschichte
Der Ortsname deutet auf eine Ansiedlung durch Sachsen zwischen 500 und 800 hin und bedeutet etwa „die Häuser des Aven“. Erste urkundliche Erwähnung findet Avendshausen im Jahr 1286 im Register der Passivlehen des Ritters Dietrich von Walmoden, dort Avenhusen genannt. Seit 1734 besaß der Ort eine eigene Schule, die 1965 geschlossen wurde.
Im Zuge der Gebietsreform in Niedersachsen, die am 1. März 1974 stattfand, wurde die zuvor selbständige Gemeinde Avendshausen durch Eingemeindung zur Ortschaft der Stadt Einbeck.

## Politik

### Ortsrat
Avendshausen hat zusammen mit Vardeilsen einen siebenköpfigen Ortsrat. Bei der Kommunalwahl 2021 ergab sich folgende Sitzverteilung:
- Wgem. Avendhausen-Vardeilsen: 7 Sitze

### Ortsbürgermeister
Die Ortsbürgermeisterin ist Antje Sölter (WG).

### Wappen
Auf silbernem Wappenschild steht auf braunem Fels und grünem Schildfuß eine grüne Linde.

## Kultur und Sehenswürdigkeiten
- Die Kirche, die aus dem 10. Jahrhundert stammen soll, wurde während des Dreißigjährigen Krieges im Jahr 1641 zerstört und bis 1657 wieder errichtet. Sie enthält ein noch im 13. Jahrhundert übliches Tauchbecken.[7] Kirchlich gehört Avendshausen zur ev. Kirchengemeinde Lüthorst
- Neben der Kirche steht ein Fachwerkbau, das ehemalige Pfarrhaus von 1788.

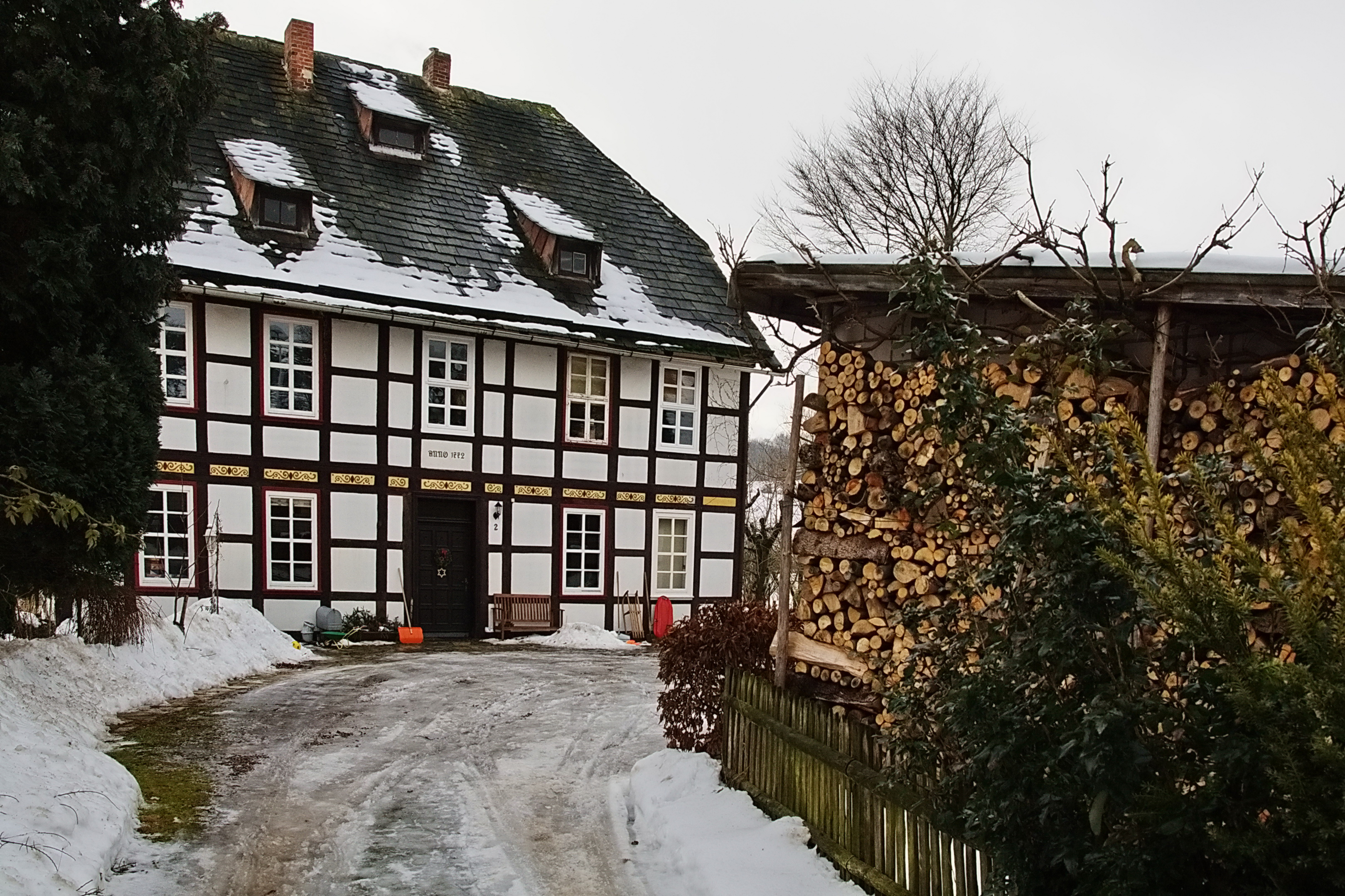
Ehemaliges Pfarrhaus von 1788
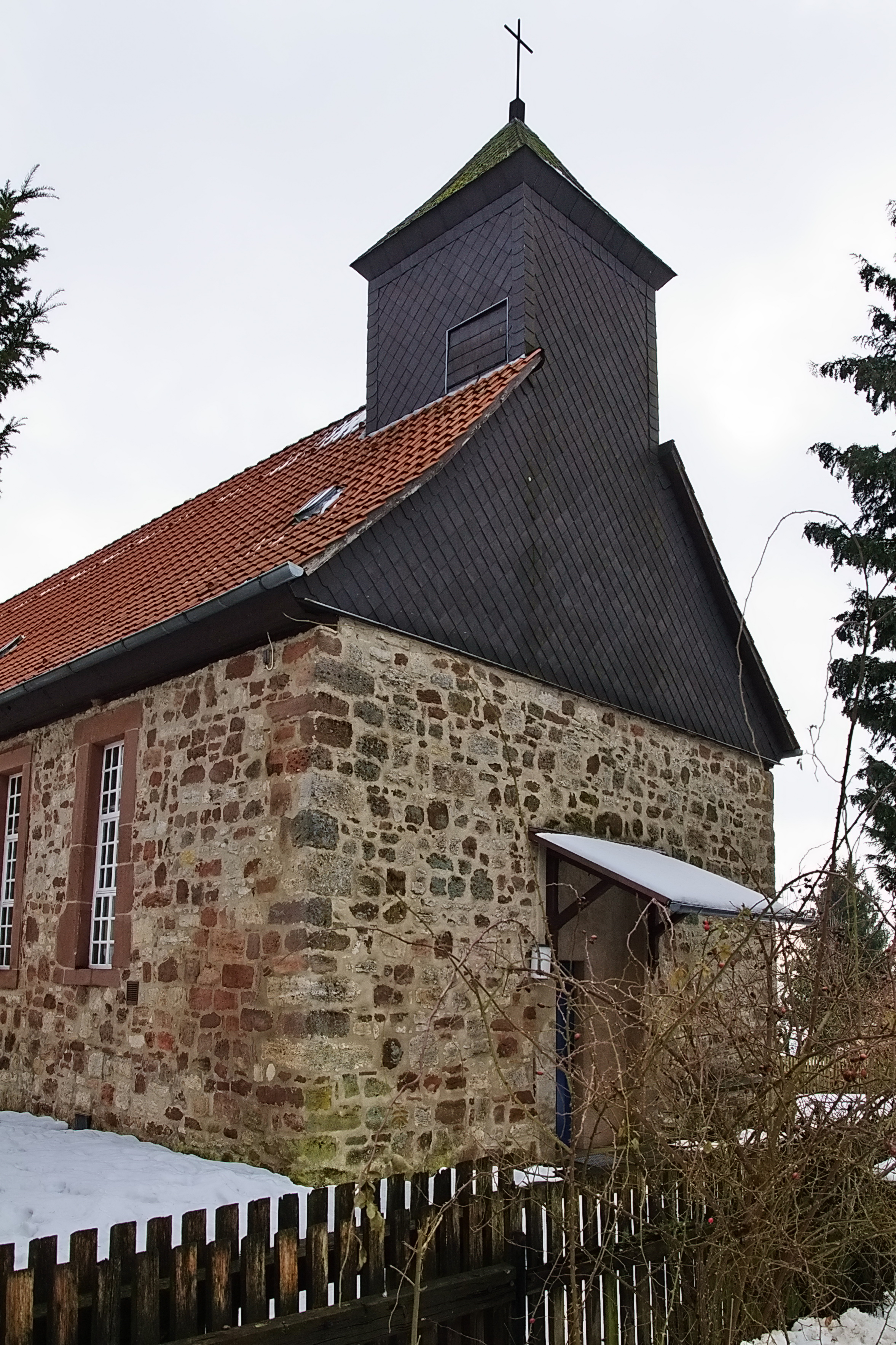
Kirche Avendshausen